# Metaalkokermot
De metaalkokermot (Coleophora alcyonipennella) is een vlinder uit de familie kokermotten (Coleophoridae). De wetenschappelijke naam is voor het eerst geldig gepubliceerd in 1832 door Kollar.
De soort komt voor in Europa.